# Ďáblice (Bárta)
Ďáblice (v italském originále La diavolessa je opera buffa (dramma giocoso per musica) o třech dějstvích českého skladatele Josefa Bárty na libreto Carla Goldoniho. Její premiéru uvedlo 19. července 1772 vídeňské dvorní divadlo (Burgtheater).

## Vznik, charakteristika a historie
Skladatel Josef Bárta vystudoval teologii a působil nejprve v Praze, a to jako varhaník v klášterních kostelích sv. Salvátora a sv. Michala, avšak roku 1769 opustil církevní dráhu a odešel do Vídně, kde se téhož roku oženil s neapolskou pěvkyní Magdalenou Roverovou a uplatnil jako skladatel světské hudby. Ve vídeňském dvorním divadle tehdy hrála především italská opera, přičemž její vážná podoba – opera seria – od poloviny století ztrácela na popularitě a v oblibě ji předčila opera buffa skladatelů jako Ital Baldassare Galuppi a od poloviny 60. let 18. století domácí Florian Leopold Gassmann, často na libreta dramatika Carla Goldoniho. F. L. Gassmannovi, oblíbenci císaře Josefa II., bylo přitom v té době vyčítáno, že si obor italské komické opery ve Vídni monopolizuje a dělí se o něj nanejvýš se svým žákem a chráněncem Antoniem Salierim. Přitom však roku 1772 – krátce poté, co post dvorního kapelníka oficiálně převzal právě F. L. Gassmann – byla v císařském divadle uvedena Bártova první opera, „komické hudební drama“ Ďáblice.
Libreto pochází od Goldoniho a nepatřilo mezi jeho nejlepší ani nejoblíbenější. Poprvé je zhudebnil právě Baldassare Galuppi. Jeho verze měla premiéru 15. listopadu 1755 v benátském Teatro San Samuele. Již následujícího roku tuto operu, pod pozměněným názvem Li vaghi accidenti fra amore e gelosia, uvedla v Praze v Divadle v Kotcích Giovanniho Battisty Locatelliho. Galuppiho verze se hrála až do konce 60. let, nikoli však ve Vídni, kam tento námět přivedlo právě Bártovo zpracování anonymně upravené Goldoniho předlohy. 
V nemalé konkurenci kvalitních děl skladatelů benátské školy se Bártova Ďáblice neprosadila. Vídeňská publikace Theatralmanach von Wien – která mimo jiné označila Bártovu Ďáblici za „veselý singspiel ve třech jednáních“ – k ní měla velmi lakonický komentář: „Nelíbila se.“ Časopis Realzeitung v podobně úsečném soudu neušetřil ani Goldoniho libreto: „Slova mizerná a hudba se nelíbila.“ V rychlém sledu se pak konalo pět repríz, načež Ďáblice z repertoáru navždy zmizela. I statisticky lze v kontextu dobové produkce vídeňské dvorní opery hovořit o propadáku.
K italské opeře buffě se Bárta vrátil až roku 1784 s operou Trh v Malmantile, rovněž na upravené původně Goldoniho libreto a rovněž s malým ohlasem, mezitím však slavil úspěch se dvěma díly ve formě německojazyčného singspielu, Dobrá rada drahá (1778) a Šlechtic nádeníkem (1780).
V Rakouské národní knihovně se dochoval opis dueta Si consolati, o carina.

## Postavy
- Hrabě Nastri
- Hraběnka, jeho choť
- Dorina, dobrodružka
- Giannino, Dorinin mladý milenec
- Don Poppone Corbelli, šlechtic
- Ghiandina, jeho komorná
- Falco, hostinský
- Gabrino, sluha (němá role)[12]

## Děj opery
Odehrává se v Neapoli.

### 1. dějství
(1. obraz – Síň v hostinci) Ve Falkově hostinci jsou ubytováni přitažlivá dobrodružka Dorina a její mladý milenec Giannino. Hádají se, protože Dorina chce Giannina opustit (duet Ho risolto, voglio andar). Hostinský Falco se jich ptá po příčině hádky a Dorina vysvětluje: uprchli od rodičů a Giannino si ji chce vzít, jenže nemá ani floka. Falco jim nabízí řešení. Zná jistého boháče, dona Popponeho Corbelliho, který je posedlý hledáním pokladů. Jestli se u něj Dorina a Giannino představí jako profesionální hledači pokladů, jistě z dona Popponeho dokáží vymámit plno peněz – a Falco je za podíl na kořisti doporučí. Mladý pár souhlasí, i když Giannina znepokojuje Falkovo lichocení Dorině (tercet Se non fossi maritato).
V hostinci přespávají rovněž hrabě a hraběnka Nastriové. Pocházejí ze severu – přijíždějí z Říma – a mají doporučující dopis od společného přítele k donu Popponemu, který je bohdá u sebe ubytuj. Hraběnka chce opustit hostinec co nejdříve, protože manžela důvodně obviňuje, že mu padla do oka Dorina. Sluha Gabrino přináší odpověď a pozvání od dona Popponeho a hraběnka se hned chystá na odchod, zatímco hrabě otálí. Hraběnka vysvětluje svou žárlivost (árie S'inganna chi crede).
(2. obraz – Pokoj v domě dona Popponeho) Don Poppone si stěžuje komorné Ghiandině, že musí na přítelovu prosbu hostit jakýsi šlechtický pár. Jeho pozornost však poutá poklad, který –jak ukazuje lískový proutek – se musí ukrývat pod podlahou ve sklepení jeho domu. Slibuje, že až ho nalezne, stane se Ghiandina jeho chotí. Ta namítá, že skutečným pokladem je poctivá a milující manželka (árie Una donna che apprezza il decoro).
Vzápětí Ghiandina uvádí dva cizince a don Poppone se domnívá, že jde o hraběcí pár; nařizuje je proto uvítat přiměřeně stavu. Přicházejí Dorina a Giannino a jsou překvapeni tím, že je don Poppone považuje za urozené a nabízí jim pohostinství, ale rychle se do role vpraví. Don Poppone je jen překvapen, že údajní manželé nechtějí sdílet lože, ale Dorina vysvětluje, že oddělené ložnice jsou v urozených domácnostech zvykem (árie Se distingue dal nobile il vile). Giannino chce pak hovořit s donem Popponem o pokladech, ale ten svou tajenou vášeň se smíchem zapírá (árie Chi v'ha detto del tesoro). Giannino je zmatený: nic neodpovídá tomu, na co je Falco připravoval. Ale je mu jasné, že don Poppone patří mezi ty, kteří těm nad sebou podkuřují a s těmi pod sebou jednají zhurta (árie Colle dame, colle dame).
Don Poppone se kvůli Gianninově otázce bojí, že se zvěst o jeho pokladu roznesla. Přichází Falco s důvěrnou zprávou, že mladý muž jménem Giannino se svou přítelkyní jsou znalci ve věcech pokladů s tureckým školením a že je poslal za donem Popponem. Diví se, že ještě nedorazili, ale don Poppone tvrdí, že až na hraběte a hraběnku se ještě nikdo neukázal. Falco donu Popponemu předem blahopřeje k pokladu, který s odbornou pomocí najde (árie Il Cielo vi precipiti).
Sotva Falco odejde, ohlašuje Ghiandina další cizince. Don Poppone je má za hledače pokladů, vítá je přezíravě a ihned je posílá do sklepa. Šokovaný hraběcí pár protestuje a ohání se svým stavem. Don Poppone jim nevěří, ale je ochoten vyjít jejich rozmarům vstříc, pokud se budou činit ve svém úkolu. Hrabě soptí, ale je ochoten donu Popponemu jeho podivné manýry odpustit – patrně není ve styku s urozenými lidmi zběhlý a naopak muž modré krve se nenechá vyvést z míry prostým člověkem (árie Tenta invan co' suoi vapori).
Don Poppone pak úlisně hovoří s Dorinou a ptá se jí, odkud pochází; jenže Dorina se nestihla smluvit s Gianninem, který na stejné otázky odpovídá donu Popponemu zcela jinak. On i Dorina tak musí vynaložit všechen svůj důvtip, aby tyto nesrovnalosti zamluvili, a důvěřivý don Poppone se jim koří (tercet Conte mio, per tutti i titoli). Pak ale přijdou hrabě s hraběnkou, kteří poznávají své spolunocležníky z hostince. Don Poppone se snaží navzájem představit pár mající za skutečné šlechtice a pár mající za tuláky hrající si na šlechtice; všichni se dávají do hádky o to, kdo je urozenější (finále Don Poppon, no sò risolvermi).

### 2. dějství
(1. obraz – Dvůr v domě dona Popponeho) Hrabě a hraběnka jsou chováním dona Popponeho pohoršeni. Hraběnka si přeje ihned odjet, ale hrabě chce zůstat, prý aby zjistil příčinu hostitelova chování – ale hraběnka správně tuší, že ho tu zdržuje přítomnost Doriny, a zlostně odchází (árie Che son io, pensate prima). Don Poppone hovoř s hrabětem o pokladu, který se má nalézat ve sklepení, a hrabě ho nechává mluvit, protože chce věci přijít na kloub. Zjistí přitom, že don Poppone si dělá zálusk na „hraběnku“ (totiž Dorinu) stejně jako on sám (árie hraběte Un tenero affetto).
Přichází Falco a don Poppone si pochvaluje, že to je s pokladem na dobré cestě. Falco mu radí, aby oběma hledačům dal nejprve dar – slečně diamantový prsten a muži měšec zlaťáků – aby si je zavázal. Don Poppone to jde ihned zařídit. Pak s Falkem hovoří Dorina, která se zhlédla v úloze velké dámy. Falco pochopí, k jaké záměně došlo, a vysvětluje jí, že pokud ji don Poppone bude považovat za hraběnku, nedostane od něj dohodnutou odměnu. Dorina tedy musí situaci vyřešit; Falco se spoléhá na její důmysl a sám se pohledné dobrodružce dvoří (árie Se con quell' occhio moro).
Dorina vysvětlí siuaci Gianninovi a už oba potkávají dona Popponeho, který nese připravený měšec a prsten. Vysvětluje svým (lačně pokukujícím) hostům, že se jedná o dary pro neurozený pár. Hrabě a hraběnka se přicházejí rozloučit. Don Poppone se je snaží zadržet a vnucuje jim své dary, ale hraběcí pár je jimi hluboce uražen a zhrzeně odchází. Hostitel je zmaten. Dorina a Gianninu předstírají pohoršení: pravý šlechtic s dobrým vychováním by přece nikdy neurazil odmítnutím daru. Zachraňují proto čest dona Popponeho tím, že sami s poděkováním přijímají jeho dary, protože jak Gianninovi jeho údajní starobylí předkové říkali, má ze slušnosti přijmout vše, co mu kdo dá (árie Giannina M' han lasciato in testamento). I Dorina je ochotna přijmout leccos; don Poppone jí nabízí svůj poklad a své srdce a Dorina odvětí, že to první přijme ráda, o tom druhém se ještě rozmyslí (árie Sempre un tesoro è vero).
To vše Ghiandina sleduje s nelibostí a přichází donu Popponemu podat výpověď; nesnese přítomnost sokyně. Don Poppone hned lituje a nabízí, že „hraběnku“ pošle pryč, protože miluje Ghiandinu (árie Idol mio, don posso ... Luci belle). Ghiandina doufá, že mluví pravdu, protože ona je v lásce upřímná (árie Donne belle che bramate).
(2. obraz – Temné sklepení) Falco se ujal hledání pokladu ve sklepení s donem Popponem; hledače prý našel a uchlácholil a brzy přijdou. Ve světle luceren zahajuje zaklínání, které musí don Poppone čím dál vystrašeněji opakovat. Sotva však začnou vzývat ďábla s ďáblicí, objeví se Giannino a Dorina přestrojení za duchy. Ti vyžadují od dona Popponeho peníze (které si na Falkův pokyn pro tento případ připravil). S Falkovou pomocí sfouknou svítilny a všichni tři dona Popponeho ve tmě tlukou. Přiběhne Ghiandina, která si na pomoc přivolala hraběte s hraběnkou v patách, ale i jim jsou světla záhy uhašena a v chaosu chytře organizovaném Falkem a jeho spojenci je don Poppone přesvědčen, že je svědkem reje ďáblů a ďáblic (finále Spiriti erranti… Ah miei signori).

### 3. dějství
(1. obraz – Pokoj v domě dona Popponeho) Hraběnka je dosud uražena tím, že jim byly nabídnuty peníze; ale nyní ani ona nechce odejít, než se záležitost s donem Popponem vysvětlí. Hrabě míní, že jejich hostitel je blázen, ale jeho choti se zdá v jiných ohledech rozumný a spíše obětí nějakého podvodu. Don Poppone přichází, ještě rozbolavělý z ran ve sklepení, a když vidí domnělé dobrodruhy, laje jim a chce zpátky své peníze. Hrabě a hraběnka mu konečně listinami prokáží svou totožnost a don Poppone je zdrcen. Omlouvá se jim hluboce a už neví, komu nebo čemu má věřit (árie Com' è stata dir non sò). Po jeho odchodu hraběnka hraběte přesvědčuje, aby svůj neapolský výlet raději hned skončili a navrátili se do Říma (árie Più bel diletto). Hrabě pro klid v domácnosti souhlasí.
(2. obraz – Salla terrena) Ghiandina oznamuje Dorině a Gianninovi, že všechno viděla a pochopila, a jde je udat donu Popponemu. Mladý pár se jednak vymlouvá na Falka, který všechno spískal, a jednak se diví, jaký má Ghiandina vlastně na věci zájem. Ta potěšeně prohlašuje, že se brzy stane paní domu (árie Si, Signori, così è). Dorina vyčítá Gianninovi, že celý tento neúspěch je jeho chyba, a chce nemajetného milence opustit, nedbajíc přísah jeho lásky. Ale v tom přichází Falco s dobrou novinou: Gianninův otec náhle zemřel. Dorina čerstvého dědice značného jmění nenechá dlouho truchlit a zamilovanými slovy naléhá na jejich co nejrychlejší sňatek; Giannino je jí jako vždy po vůli (duet Si, consolati, o carina… Non più dolore).
Don Poppone přichází stále zmatený, nevrlý a rozbolavělý, ale na Falkův pokyn mu Dorina a Giannino vracejí vylouděné peníze a prosí ho o odpuštění; jeho i hraběte a hraběnku zvou na svou svatbu. Ghiandina připomíná donu Popponemu, že je jeho nevěstou, a nakonec i don Poppone uznává, že se vše – až na jeho bolavá záda – šťastně urovnalo (finále Spiriti buoni… Chi ha avuto ha avuto).